# Oost-Formosaanse talen
De Oost-Formosaanse talen vormen een taalfamilie van vijf talen binnen de Austronesische talen. Deze familie is nog eens ingedeeld in drie takken. 

## Classificatie
- Austronesische talen (1268)
  - Oost-Formosaanse talen (5)

## Takken
- Centrale talen (2 talen)
  - Amis
  - Nataoraans Amis
- Noordelijke talen (2 talen)
  - Basay
  - Kavalaans
- Zuidwest-talen (1 taal)
  - Siraya

## Verspreiding van de sprekers
- Taiwan: 137 680; In de top tien van meest gesproken talen in Taiwan staat het Amis op nummer 4, volgens de totalen van het aantal sprekers op nummer 5.